# Municipio de Union (condado de Franklin)
El municipio de Union (en inglés: Union Township) es un municipio ubicado en el condado de Franklin en el estado estadounidense de Misuri. En el año 2010 tenía una población de 17940 habitantes y una densidad poblacional de 73,31 personas por km².

## Geografía
El municipio de Union se encuentra ubicado en las coordenadas 38°25′42″N 91°3′22″O / 38.42833, -91.05611. Según la Oficina del Censo de los Estados Unidos, el municipio tiene una superficie total de 244.7 km², de la cual 244.45 km² corresponden a tierra firme y (0.1%) 0.25 km² es agua.

## Demografía
Según el censo de 2010, había 17940 personas residiendo en el municipio de Union. La densidad de población era de 73,31 hab./km². De los 17940 habitantes, el municipio de Union estaba compuesto por el 96.83% blancos, el 0.8% eran afroamericanos, el 0.37% eran amerindios, el 0.32% eran asiáticos, el 0.03% eran isleños del Pacífico, el 0.43% eran de otras razas y el 1.21% pertenecían a dos o más razas. Del total de la población el 1.23% eran hispanos o latinos de cualquier raza.